# Molla Sadra Chirazi
Molla Sadra Chirazi ou Shirazi (en perso-arabe ملاصدرا شیرازی / Mullâ-Ṣadrâ Širâzi) est un philosophe iranien, d'obédience chiite duodécimaine, né à Chiraz en 1571-1572 et mort à Bassorah en 1635-1636 ou en 1640-1641. Élève notamment de Mir Damad, il met au point son grand ouvrage, les Asfar, à Kahak (en), puis enseigne la philosophie à la madrasa de Chiraz. C'est là que se développe l’« école de Chiraz », continuatrice de l’« école d'Ispahan ».
L'œuvre de Sadra est une synthèse monumentale de toutes les sources et traditions grecques, iraniennes et islamiques. Partant de la tradition aristotélicienne, des philosophes (en persan : فلاسفه / falâsefe) (Farabi, Avicenne), il intègre la « Sagesse orientale » de Sohrawardi et la gnose d'Ibn Arabi dans sa propre philosophie qu'il nomme Hikmat al-Muti'aliyyah.

## Biographie
Molla Sadra est né à Chiraz, en 1571-72 (l'an 979 du calendrier musulman). Son nom complet est Sadr al-Din Muhammad ibn Ibrahim ibn Yahya al-Qawami al-Shirazi, mais la postérité a retenu le nom de Molla Sadra. Molla est un titre d'honneur, le désignant comme un savant.
Il appartenait, comme fils unique, à une famille aristocratique et cultivée, et son père favorisa son goût pour l'étude. À vingt ans (1591), il partit pour Qazvin, alors capitale des chahs de la dynastie des Safavides, et ensuite à Ispahan quand la capitale y fut transférée en 1597 par Abbas Ier. Il étudia alors la philosophie et la théologie auprès de Mir Damad et de Sheikh Bahai : avec le premier, il approfondit surtout les œuvres d'Avicenne et de Sohrawardi ainsi que le texte tiré des Ennéades de Plotin intitulé faussement Théologie d'Aristote ; avec le second, il se consacra à l'exégèse du Coran et des hadiths. Il s'intéressa aussi très tôt au soufisme, notamment à la poésie soufie, mais ne semble pas avoir appartenu à un ordre soufi : cette pratique était extrêmement controversée en Iran à l'époque.
Après la mort de son père en 1601-02, il rentra à Chiraz et se mit à y enseigner, mais l'atmosphère n'était guère propice à la philosophie à l'époque dans cette ville. Peu de temps après, il effectua une retraite (khalwat) d'environ cinq ans dans le petit village de Kahak, près de la ville sainte de Qom. Ensuite il partagea sa vie entre Qom, où il enseigna, Ispahan, où il rendait visite à son maître (morched) Mir Damad, avec qui il resta en relations constantes jusqu'à sa mort en 1630-31, et Chiraz, où il se retirait périodiquement dans la maison familiale. Il eut à Qom des élèves qui furent ensuite des hommes éminents, comme Mohsen Fayz Kashani et Abd al-Razzaq Lahiji, qui devinrent tous deux ses gendres. Marié sans doute à Chiraz, Molla Sadra eut six enfants (trois filles et trois garçons) entre 1610 et 1624.
En 1630-31, il s'installa définitivement à Chiraz à la demande d'Emamqoli Khan, puissant gouverneur-général (beglerbegi) de la province du Fars, fils d'Allahverdi Khan. Ce dernier avait fondé à Chiraz la Madrasa ye-Khan, où Molla Sadra enseigna peut-être épisodiquement bien avant de s'y fixer. Cette madrasa fut alors l'établissement d'enseignement le plus prestigieux de Perse.
Il mourut à Bassora lors de son septième pèlerinage à pied à La Mecque. La date qui est traditionnellement donnée est 1640-41 (an 1050 du calendrier musulman), mais elle n'est pas certaine, car selon le témoignage d'un de ses petits-fils (fils de Mohsen Fayz Kashani), il mourut en 1635-36 (an 1045), ce qui est corroboré par le fait que ses derniers écrits connus datent de l'an musulman 1044. Il fut enterré à Najaf, dans l'enceinte du mausolée d'Ali.

## Sa philosophie

### Conception de la philosophie
La pensée de Molla Sadra s'inscrit fondamentalement dans la tradition du néoplatonisme. Pour lui, la philosophie est tout autant et indissolublement perfectionnement de l'âme par le moyen d'exercices spirituels et investigation proprement intellectuelle par argumentation logique. Les deux aspects sont inséparables, car c'est par la connaissance de la vraie nature de la réalité que l'âme se purifie et s'élève à des degrés plus intenses de la vie spirituelle. L'amour de la connaissance, la pratique de la discipline intellectuelle, conduisent à une ascèse toujours plus profonde, à une purification de l'âme, et s'identifient avec la piété religieuse. La « philosophie » est un mode de vie global, intégrant vertus et réalisation de soi.
La démarche philosophique comprend à la fois un aspect discursif et argumentatif, s'appuyant sur la science aristotélicienne de la démonstration (apodeixis), mais aussi, nécessairement, un aspect intuitif, de « révélation intérieure » (mukashafat batiniyya), de « contemplation secrète » (mushahadat sirriyya), d'« investigation existentielle » (mu'ayanat wujudiyya). En dehors de ce second aspect, le développement de doctrines discursives ne peut conduire à aucune connaissance véritable. Dans la lignée de Sohrawardi, Molla Sadra insiste aussi sur le fait que la philosophie est un mode de révélation prophétique transmis depuis la Création par une chaîne initiatique reliant Adam, Seth, Hermès Trismégiste, Noé, Abraham, etc., et plus tard en Grèce Thalès, Pythagore et les autres philosophes. Les deux aspects de la démarche philosophique, le discursif et l'intuitif, sont inséparables l'un de l'autre et aucun des deux n'a la priorité sur l'autre. La vraie philosophie s'oppose aux savoirs sans contenu rationnel simplement reçus (comme la grammaire des langues), à l'adhésion purement extérieure aux autorités du passé (comme le recours à l'argument d'autorité), à toutes les formes de la rhétorique (c'est-à-dire l'argumentation purement verbale).

### Métaphysique
Molla Sadra est considéré comme un penseur très original à cause de sa métaphysique centrée sur la notion d'existence (en rupture sur ce point avec la pensée d'Avicenne, qui est une métaphysique des essences). Pour Molla Sadra, l'existence est le premier principe ontologique, une réalité unique qui se déploie en degrés d'intensité. Elle ne saurait faire l'objet d'aucune définition ou description : elle ne peut qu'être saisie immédiatement et intuitivement, par une faculté innée de l'esprit. Elle est indépendante de toute essence figée, et ne saurait (comme le dit déjà Avicenne) en être déduite analytiquement. Ultimement, les essences ne sont que des « êtres de raison », qui « n'ont jamais respiré le parfum de l'être », selon la formule d'Ibn Arabi. Dieu est dénué d'essence ; son lien causal avec le monde ne peut donc être qu'existentiel, sans quoi la nature divine serait contaminée par les essences particulières et multiples. « Le simple est toute chose » (Basiṭ al-ḥaqiqa koll al-ašya) : Dieu, l'Un, est simple, pur Être, et comme tel il est l'Existence en elle-même.
L'existence est une réalité singulière, et l'expérience phénoménale de l'existence comme multiple est illusoire. Les différents existants de ce monde sont différents degrés d'intensité d'un même principe. Il n'est pas question de substances stables, comme chez Aristote. Les degrés d'intensité de l'être rendent compte, non seulement de ce qui est commun entre les existants, mais aussi des variances et distinctions, par intensification et perte d'intensité. Ainsi, l'être est à la fois un et multiple. Une entité existante n'est pas une substance stable avec des modifications qui sont de l'ordre des accidents : les changements sont substantiels et existentiels (le jeune Zayd et le vieux Zayd ne sont, au sens le plus littéral, pas le même existant). À chaque instant du temps, toute existence est nouvelle, et la création est continue. Il faut en fait tenir compte à la fois du principe interne de transformation des choses, appelé « nature » (tabi'ah), et de l'acte perpétuel de création, une causalité horizontale et une causalité verticale.
Il y a une connexion intime entre l'existence, l'intellect et l'âme comme aspects concret, intellectuel et psychique de l'être. Cette pensée est un « pan-psychisme » : tous les existants sont des êtres sensibles qui aspirent à un plus haut degré d'intensité dans l'existence ; l'âme humaine elle-même a son origine dans le corps. La connaissance est une relation existentielle d'identité entre l'esprit connaissant et l'objet connu. Il existe un stade intermédiaire entre la réalité intelligible et la réalité sensible qui s'appelle la réalité « imaginale » (methāli) : en effet, l'imagination, puissance créatrice, est une faculté indépendante du corps physique, comme l'intellect, représentant un niveau propre de réalité, et chaque existant a deux corps aussi réels, le corps physique et le corps « imaginal ».

### La métaphysique de l'être
Molla Sadra est souvent décrit comme un révolutionnaire métaphysique en raison de sa doctrine unique de l'existence. Son analyse de l'existence commence par la distinction ontologique entre le Nécessaire (le principe, Dieu) et le contingent. Dieu est l'existence pure sans essence, qualité ou propriété qui subit un changement ou un mouvement. Les origines de cette doctrine se trouvent dans l'idée d'Avicenne sur la contingence radicale qui considère que la distinction entre le nécessaire et le contingent est fondée sur la simplicité de l'existence du nécessaire produisant la complexité de l'existence et de l'essence du contingent, où le contingent est un existant auquel se rapportent des accidents regroupés dans ce qu'on appelle leur "essence". Les contingents sont conceptuellement des dyades d'existence (le fait qu'ils sont) et d'essence (des paquets de propriétés qui définissent ce qu'ils sont.
Puisque Dieu accorde l'existence aux contingents, ou plutôt parce que les contingents causaux tirent leur existence de leur principe, l'existence est ontologiquement antérieure à l'essence. Analytiquement, il peut nous sembler que l'inverse est vrai, car notre rencontre avec les choses et les événements prend la forme phénoménale d'une connaissance de la forme et de l'essence de cette chose d'abord. Les substances ne sont pas le sens premier de l'existence mais plutôt des "actes d'existence" ou des processus. En cela, et dans sa doctrine du mouvement substantiel, on peut voir un rejet systématique de la théorie aristotélicienne des catégories.
L’existence est:
- Un concept qui est saisi de façon innée et immédiate dans l'esprit ; elle ne nécessite ni définition (ta'rif) ni description (rasm) d'aucune sorte. L'existence est un concept simple qui n'a pas de partie analytiquement distincte et qui ne se prête donc pas à une définition. On définit et on connaît les choses à travers leurs essences, mais l'existence n'a pas d'essence qui soit singulière à travers ses différents référents et manifestations.
- En tant que concept, c'est un intelligible secondaire. Les intelligibles primaires sont des noms qui se réfèrent à des essences possédant des référents concrets dans le monde, comme "l'humanité". Les intelligibles secondaires, par contre, sont des concepts logiques, des notions abstraites, des concepts basés sur des essences dérivées. En tant que tel, l'être en tant qu'intelligible secondaire est un concept attaché à une essence qui existe dans la réalité extra-mentale.
- Il existe de nombreuses choses dans le monde qui sont qualitativement et quantitativement distinctes, mais à toutes s’applique le terme " existence ". Bien sûr, la vraie question est de savoir si l'existence est simplement un mot partagé comme l'est le terme "pôle". L'existence constitue un cas particulier de mot partagé que Molla Sadra appelle tashkik, un terme déjà utilisé par Avicenne pour rendre le tertium quid des philosophes de l’antiquité. Molla Sadra affirme que les propriétés clés du tashkik sont "la différence entre les existences" par la "préséance et la priorité " (al-awlawiyya wa-l- awwaliyya), et "en étant plus antérieur et plus intense" (al-aqdamiyya wa-l-ashaddiyya).
- L’existence est un prédicat réel (et non pas seulement logique ou grammatical) car " X existe " est vrai pour Molla Sadra si et seulement si " X " y fait référence. De même, si l'existence n'était pas un prédicat, nous ne pourrions pas parler utilement d'essences qui n'ont pas de référence directe dans la réalité[1].

## Influence
Sa philosophie a joué un rôle très important en Iran, surtout depuis le XIXe siècle. La plupart de ses successeurs se sont contentés de la commenter. Trois problèmes essentiels ont ainsi déterminé l'horizon des recherches et commentaires innombrables de son œuvre : la nature de l'imagination créatrice, l'équivocité ou l'univocité de l'être, le primat de l'essence (Avicenne) ou de l'existence (Molla Sadra).

### Œuvres principales de Mollâ Sadrâ Shîrâzî
Son œuvre comprend plus de 45 titres d'une étendue parfois considérable, parmi lesquels :
- Les quatre voyages de l'esprit (al-Hikma al-muta‘aliya fi-l-asfar al-‘aqliyya al-arba‘a), œuvre majeure de Sadra Shirazi, commencée à Kahak en 1606, continuée jusqu'à la fin de sa vie. Large compendium philosophique, non pas selon la division traditionnelle (logique, physique, métaphysique...), mais en filant la métaphore du voyage de l'âme. 1er voyage : de ce monde à Dieu (principes de base de la philosophie et signification de la métaphysique, question de l'être) ; 2e voyage : en Dieu (la nature divine, les attributs divins) ; 3e voyage : de Dieu à ce monde (relations entre Dieu et le monde, nature, temps, création, catégories ontologiques en ce monde) ; 4e voyage : en ce monde avec Dieu (« psychologie » humaine centrée sur la sotériologie et l'eschatologie). Puissante synthèse des pensées d'Avicenne, Sohrawardi et Ibn Arabi. Traduction anglaise partielle : L. Peerwani : Spiritual Psychology: The Fourth Intellectual Journey (London: ICAS Press).

- Le Livre des pénétrations métaphysiques (Kitab al-Masha'ir), introduction et traduction de Henry Corbin, Téhéran, Maisonneuve, 1964, rééd. Verdier, 1988,  (ISBN 2-86432-070-3). Épitomé très dense de la doctrine de l'être telle qu'elle est exposée dans le 1er voyage.
- Traité de la résurrection (Risalat al-hashr, trad. C. Jambet, Fata Morgana, 2000,  (ISBN 2851945068).
- Sohrawardi, Le Livre de la Sagesse Orientale, commentaires de Qotboddin Shirazi et Molla Sadra Shirazi, traduction et présentation de Henry Corbin, Paris, Fayard, 1986, p. 439-669.
- Commentaire du Verset de la Lumière, Les Belles Lettres, 2009,  (ISBN 9782251800035).
- Le livre de la sagesse du trône (al-Hikma al-‘arshiyya), tr. A. Yousef & P. Moulinet, (Paris: Bouraq).

### Études sur Mollâ Sadrâ Shîrâzî
- Henry Corbin : 
  - La Place de Mollâ Sadrâ dans la philosophie iranienne, Studia Islamica, XVIII, 1963, 30 p.
  - Mollâ Sadrâ Shîrâzî, ch. II, livre V, tome IV de En islam iranien, p. 54-122, Gallimard, 1972.
- Hamad Trad, Dieu, le monde et l'âme chez Molla Sadra Al-Shirazi, tome 1, Hamade, Paris, 1992.
- Cécile Bonmariage, Le Réel et les réalités, Mulla Sadra Shirazi et la structure de la réalité, Vrin, 2008,  (ISBN 978-2-7116-1904-7).
- Christian Jambet :
  - Se rendre immortel, suivi du Traité de la résurrection de Molla Sadra Shirazi, Fata Morgana, 2000,  (ISBN 2851945068).
  - L'âme humaine d'Aristote à Molla Sadra Shirazi, Studia iranica, 1997, vol.26, n.2, p. 211-236,  (ISSN 0221-5004).
  - Mort et Résurrection en Islam. L'Au-Delà chez Molla Sadra Shirazi, Albin Michel, 2008.
  - Le gouvernement divin. Islam et conception politique du monde, CNRS Editions, 2016.
  - L'acte d'être, La philosophie de la révélation chez Mollâ Sadrâ, Paris, Fayard, 2002,  (ISBN 2213613761).
- (en) Jules Janssens, Mulla Sadra's Use of Ibn Sina's. Ta'liqat in the Asfar, Journal of Islamic Studies, 13,1, p. 1-13, 2002.
- (en) Sajjad H. Rizvi :
  - Reconsidering the life of Mullâ Sadrâ Shîrâzî, notes towards an intellectual biography, IRAN (Journal of the British Institute of Persian Studies), London, XL, p. 181-201, 2002.
  - Molla Sadra Shirazi : His life and works and the sources of safavid philosophy, 2007.
- (en) Fazlur Rahman, The philosophy of Mulla Sadra Shirazi, State University of New York Press, 1976,  (ISBN 9780791458525).
- (en) Mulla Sadra's transcendent philosophy de Muḥammad Kamāl, éd. Ashgate Publishing, Ltd., 2006,  (ISBN 0-7546-5271-8),  (ISBN 978-0-7546-5271-7), texte partiellement en ligne